# Vasa praevia
Vasa praevia ou vasa prévia é uma complicação obstétrica na qual há vasos fetais cruzando ou atravessando em proximidade com o orifício interno do cérvice uterino. Estes vasos possuem riscos de ruptura quando suas membranas de suporte rompem.

## Epidemiologia
Ocorre em um parto para cada 2000-3000 partos.

## Diagnóstico
Geralmente o diagnóstico é feito no momento do parto. Um padrão cardíaco fetal sinusóide, bradicardia fetal ou desacelerações da frequência cardíaca fetal durante o parto podem ser indicativos de uma vasa praevia rompida.
Ocasionalmente pode ser diagnosticada antes do parto através de palpação ou exame ultrassonográfico transvaginal.

## Tratamento
O tratamento é a realização de uma cesariana de urgência.